# Ghiacciaio Tedrow
Il ghiacciaio Tedrow è un ghiacciaio lungo circa 8 km situato nella regione centro-occidentale della Dipendenza di Ross, in Antartide. Il ghiacciaio, il cui punto più alto si trova a circa 1400 m s.l.m., si trova in particolare sul versante occidentale del monte Table, nella parte nord-occidentale delle Dorsale Royal Society, dove fluisce verso nord fino a unire il proprio flusso a quello del ghiacciaio Ferrar, poco a est da dove vi si unisce il ghiacciaio Blankenship.

## Storia
Il ghiacciaio Tedrow è stato mappato dai membri della spedizione Terra Nova, condotta dal 1910 al 1913 e comandata dal capitano Robert Falcon Scott, ma è stato così battezzato solo in seguito dal Comitato consultivo dei nomi antartici in onore di John C. F. Tedrow, del Programma Antartico degli Stati Uniti d'America, che lavorò presso la stazione McMurdo nella stagione 1961-62 in qualità di responsabile del progetto di studi del suolo.